# Semantyka (językoznawstwo)
Semantyka językoznawcza (gr. σημαντικός, sēmantikós – „ważny”, „znaczący”) – dział językoznawstwa ogólnego, część semiotyki (ogólnej dyscypliny zajmującej się systemami znakowymi) badający problem znaczenia w języku, a także relacji formy znaku do treści oznaczanej, w ujęciu synchronicznym i diachronicznym. Semantyka bada ponadto relacje między znaczeniem podstawowym wyrazu a jego znaczeniem w konkretnym wypowiedzeniu. Semantyka zajmuje miejsce pośrednie pomiędzy syntaktyką a pragmatyką. Badania nad semantyką poruszają problemy wykorzystania abstrakcyjnego systemu znaków (zdań, słów, symboli, gestów), jakim jest język, do opisywania przedmiotów, jak również abstrakcyjnych idei. Natura tych powiązań stanowiła przedmiot badań filozofów od starożytności, krążąc wokół definicji znaczenia znaku. Wielu językoznawców odstępuje od definiowania samego pojęcia znaczenie, pozostawiając to filozofom.

## Kierunki semantyki językoznawczej

### Semantyka referencyjna
Zajmuje się regułami odnoszenia się wyrażeń do opisywanych obiektów, referencją oraz denotacją wyrażenia. Językoznawcy tego nurtu stawiają sobie za cel opracowanie pewnych zasad reprezentacji semantycznej wypowiedzeń badanego języka naturalnego jako sformułowań specjalnie do tego celu stworzonego języka formalnego. Do tego nurtu należy semantyka (gramatyka) Montague, szukająca ścisłej korelacji pomiędzy warstwą semantyczną i syntaktyczną.  

### Semantyka translacyjna
Kierunek często przeciwstawiany semantyce referencyjnej. Stawia sobie za cel opisywanie powiązań pomiędzy znaczeniami, opisywanie specjalnych relacji takich jak synonimia, sprzeczność czy wynikanie. Lepiej od semantyki referencyjnej opisuje znaczenia pojedynczych wyrazów, tradycyjnie stanowiących centrum zainteresowania semantyki językoznawczej.

### Semantyka interpretatywna i generatywna (Noam Chomsky)
Semantyka interpretatywna stanowi część nauczania szkoły generatywno-transformacyjnej N. Chomsky'ego. Przyporządkowuje elementy semantyczne elementom syntaktycznym. Semantyka generatywna zakłada nadrzędność struktury semantycznej wypowiedzi (zdania) i z niej wyprowadza strukturę syntaktyczną, stosując transformacje i reguły słownikowe.